# Laurel et Hardy
Pour la série animée, voir Laurel et Hardy (série télévisée d'animation).

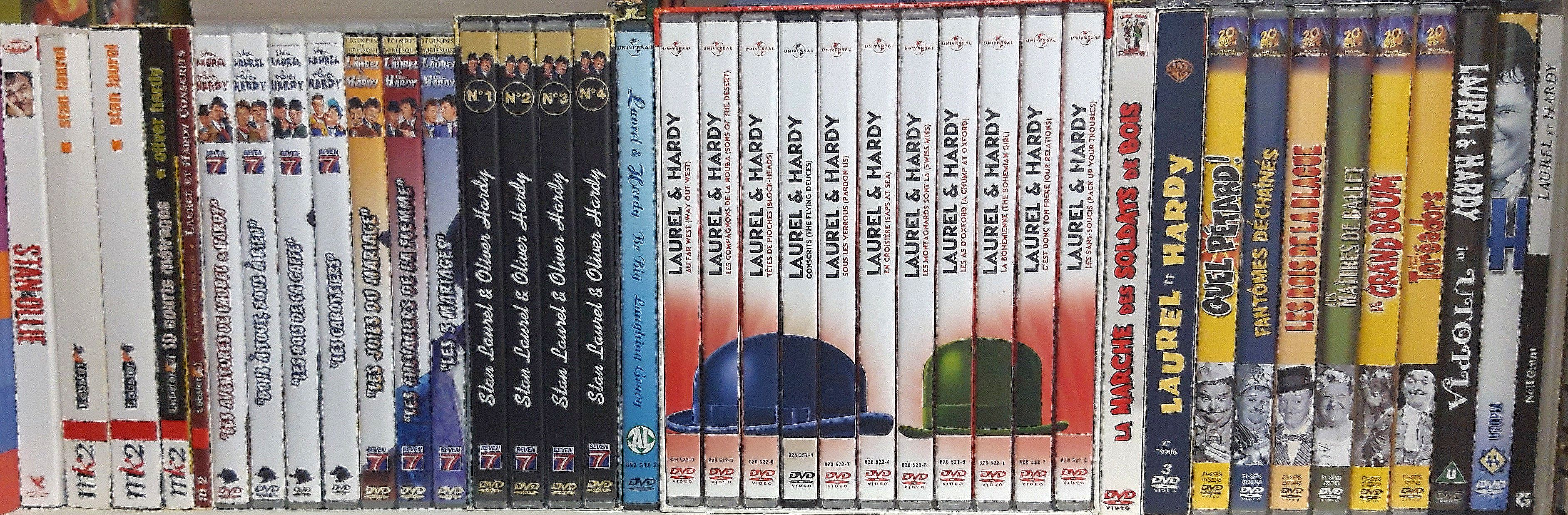
Filmographie.

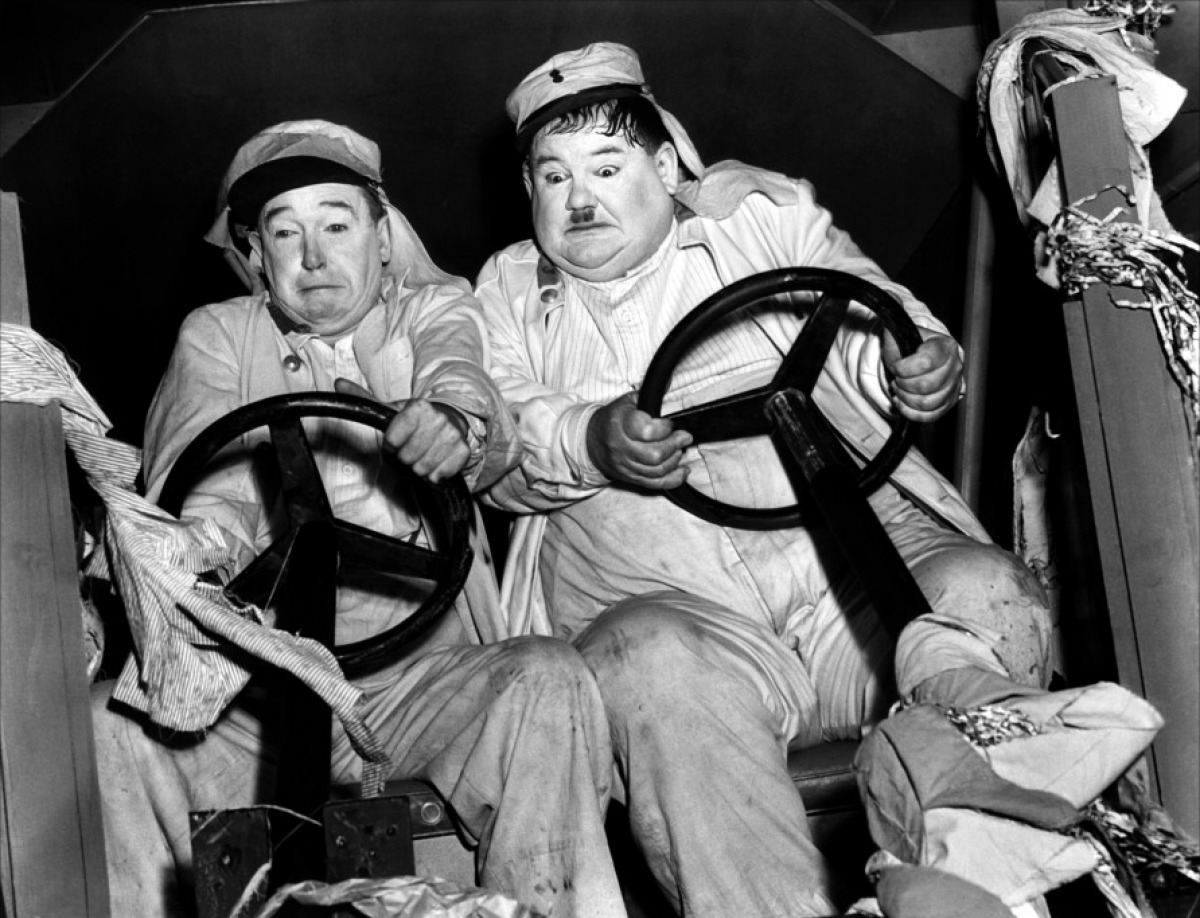
Photo de plateau de Laurel et Hardy conscrits (1939).

Laurel et Hardy est le nom d'un duo comique constitué en 1927 et formé par les acteurs Stan Laurel (1890-1965) et Oliver Hardy (1892-1957). 
Durant une carrière de près de 25 ans et de plus de 100 films, ce duo atteindra une notoriété telle qu’il reste sans doute à ce jour le tandem le plus célèbre de toute l’histoire du cinéma. Leur premier studio est Hal Roach, puis au fil des années la Metro Goldwyn Mayer ou encore Universal.
Stan Laurel et Oliver Hardy ont chacun de leur côté une carrière importante avant de constituer le tandem à l’approche de la quarantaine. Ils tournent ensemble une série de films fin 1926. Suivant les rôles qu’ils y interprètent, la constitution d'un tandem apparaît rapidement comme une évidence, et les caractéristiques des personnages constituant le duo comique se mettent en place. Le succès est immédiat.
Débutant avant l'avènement du cinéma parlant, Laurel et Hardy font partie des rares acteurs ayant atteint une certaine notoriété, durant l'ère du muet, à réussir aussi brillamment la transition avec le cinéma sonore. La première comédie parlante de Laurel et Hardy sort dès le mois de mai 1929. Le duo comique saisit d'emblée toutes les possibilités que lui offre cette nouvelle technique, sans pour autant renier l'art de la pantomime qui a fait leur succès jusque-là. Leur jeu muet se singularisait par sa sobriété face à l’agitation et la performance physique, communément admises dans les comédies burlesques et, devenu parlant, il se démarque de celui des comiques bavards qui émergent à la manière des Marx Brothers. Laurel et Hardy ne délivrent ni message, ni critique sociale, ni valeurs morales, et n‘en transgressent pas non plus.
D’abord cantonnés dans les comédies courtes de « deux bobines » Laurel et Hardy se tourneront progressivement vers les longs métrages durant les années 1930, qui représentent l’apogée de leur carrière et la période durant laquelle ils tournent à un rythme effréné. On y retrouve les meilleures comédies du duo et leur travail reçoit la consécration de la profession lorsqu'ils obtiennent pour Livreurs, sachez livrer ! (The Music Box) l'Oscar du meilleur sujet de court-métrage de comédie en 1932. Le début des années 1940 les voit se consacrer à une dizaine de longs métrages.
Fatigués, malades, Stan et Oliver reconstituent le tandem en 1951 pour un dernier film souvent considéré au mieux comme pathétique.

## La rencontre de deux personnalités

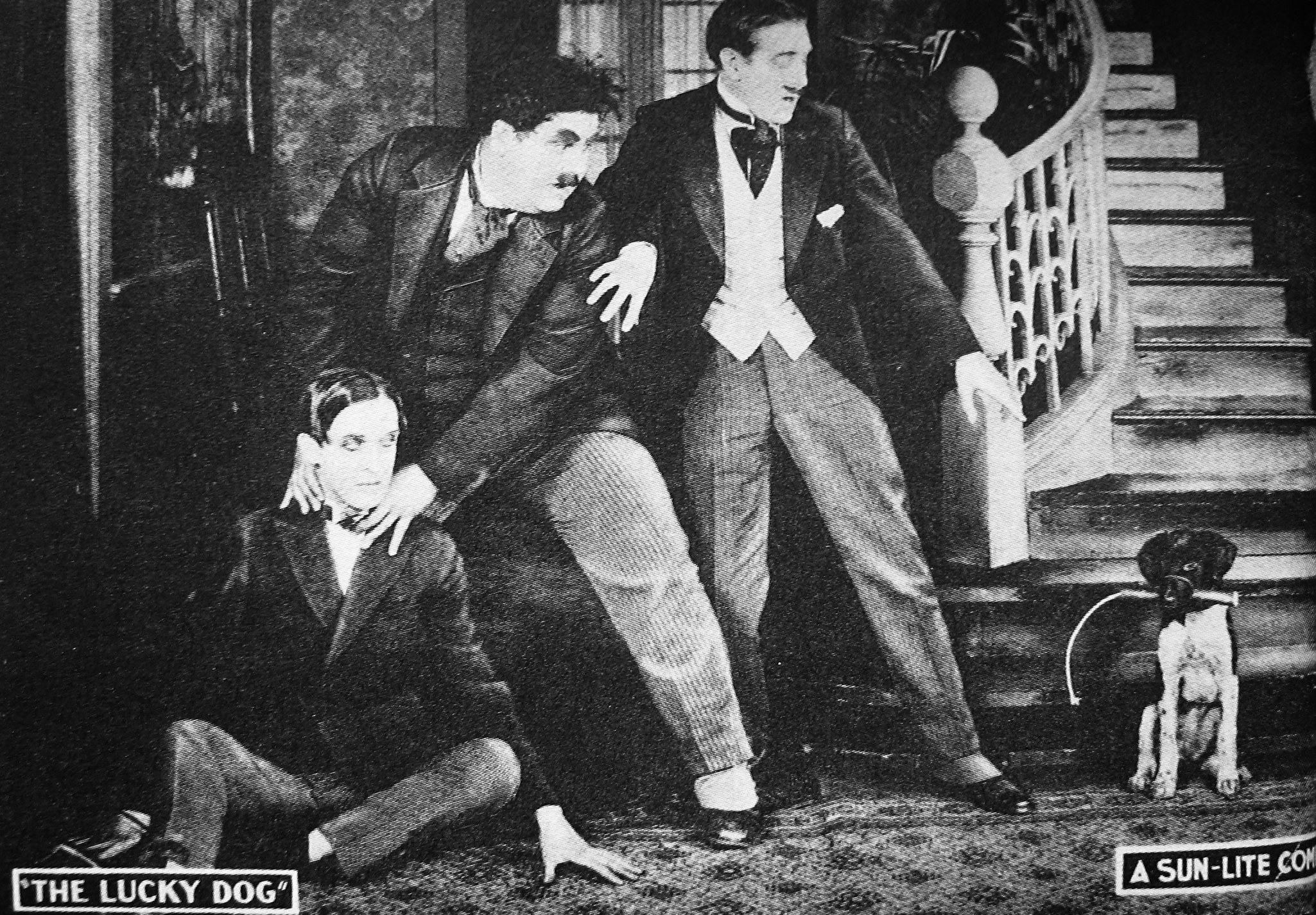
Laurel et Hardy dans le film Le Veinard.

Même si Oliver Hardy débute au cinéma en 1914, trois ans avant Stan Laurel, les deux comédiens évoluent dans le même milieu de la comédie burlesque, et leur rencontre aurait pu avoir lieu plus tôt. Ainsi en 1918, Laurel tourne dans ses débuts deux films à la L-KO Kompany avant de rejoindre la Vitagraph Company of America. Oliver Hardy entre à la L-KO, quelques jours après le départ de Stan. À la Vitagraph, ce dernier tourne aux côtés de Larry Semon, où il a le rôle de soutien dans cinq comédies, le même second rôle tenu à maintes reprises par Oliver Hardy de 1921 à 1924.
La rencontre dans Le Veinard (The Lucky Dog) de Jess Robbins a lieu en novembre 1919. Le film est un essai pour une éventuelle série de comédies où Stan Laurel est pressenti pour le premier rôle. Oliver Hardy y joue les compléments et a déjà à son actif plus de deux cents films. Il est reconnu comme un acteur de premier plan même si son physique le cantonne souvent dans les rôles de faire-valoir, mais il accède à la tête d'affiche dans le duo qu'il forme avec Billy Ruge (Plump and Runt), ou dans les rôles de soutien de Billy West, Billie Ritchie ou Jimmy Aubrey.
Lorsqu'en 1925 Oliver Hardy rejoint les studios d'Hal Roach, Stan Laurel y travaille déjà depuis plus de deux ans et y est aussi réalisateur. C'est ainsi que Hardy tourne sous sa direction à trois reprises, ainsi que dans deux films où il participe à l'écriture. De fait, lorsque Stan et Oliver jouent de nouveau ensemble dans Scandale à Hollywood (45 minutes from Hollywood) de Fred Guiol, ils n'ont aucun plan en commun, mais sont loin d'être des inconnus l'un pour l'autre.
Aux yeux du grand public, les caractéristiques du duo de Laurel et Hardy, que les acteurs imposent au fil de leurs comédies, sont si connues qu’ils se confondent avec leurs personnages qui portent leurs propres noms. Lorsque l'on visionne aujourd'hui des films antérieurs au tandem, il n'est pas rare d'être déçu de ne pas retrouver les personnages connus ou à l'inverse, la surprise met en évidence des facultés à interpréter de manière convaincante tel ou tel rôle à l'opposé de ceux de Laurel et Hardy, comme si lorsqu'ils incarnent ces derniers, ils ne jouent pas les comédiens. Mais c'est une lapalissade qui a parfois du mal à s'imposer face aux clichés qui accompagnent l'immense succès de Laurel et Hardy. Il serait fastidieux d'énumérer les films antérieurs au duo où chacun exprime séparément à sa manière ce qui deviendra plus tard un tic de leurs personnages. On retrouve les mimiques de Laurel qui ont fait son succès dès ses premiers films, lorsqu’elles correspondent à la personnalité du rôle qu’il interprète, et il en est de même pour Hardy. La seule caractéristique de leurs filmographies antérieures est que le panel des personnages qu’ils incarnent y est beaucoup plus vaste.[réf. nécessaire]

## La formation du duo

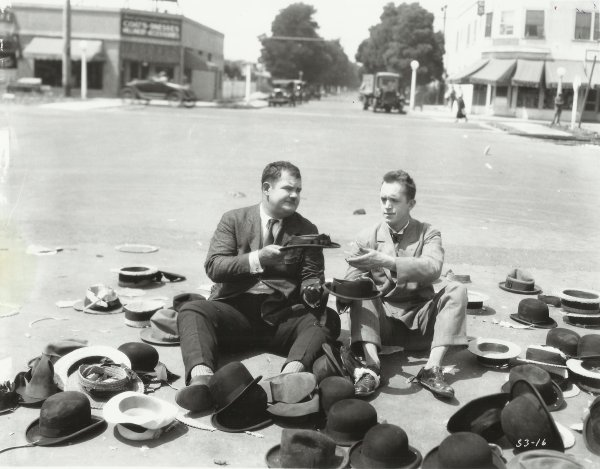
Laurel et Hardy dans Plus de Chapeau (Hats Off), film muet sorti en 1927

On s'accorde généralement pour dire que l'apparition conjointe des deux acteurs au générique de la comédie Le Veinard (The Lucky Dog, 1921) n’en fait pas « le premier film de Laurel et Hardy ». Dans leur deuxième film, Scandale à Hollywood (45 minutes from Hollywood, 1926), Stan et Oliver ne tournent aucun plan ensemble, et il faut attendre le troisième, Maison à louer (Duck Soup, 1927), pour les voir évoluer en duo. C’est le premier des films présentés comme le « premier Laurel et Hardy ».
Dans les films suivants, on retrouve les acteurs dans des rôles où ils sont opposés – Stan joue le premier rôle, Oliver le méchant dans les seconds rôles – ou ne se rencontrent pas, comme Un ancien flirt (Love 'Em and Weep) où Hardy fait de la figuration. Now I'll Tell One est aujourd’hui disparu.
Dans les films où le scénario donne l’ascendant à Hardy – il est le supérieur hiérarchique dans Les Gaietés de l'infanterie (With Love and Hisses) ou le bosco dans Il était un petit navire (Why Girls Love Sailors, 1927) ou À bord du Miramar (Sailors Beware!) – Stan détourne le rapport de force dans l’incompréhension de l’affrontement qui désarme Oliver, ou prend la fuite lorsqu'ils en viennent aux mains. Ce qui est la caractéristique de Laurel et Hardy. Bien entendu, lorsqu'il est acculé ou dans l’erreur, il se met à geindre et tente d’attirer la compassion.
Même lorsqu'ils ne sont pas directement opposés comme dans En plein méli-mélo (Slipping Wives), le majordome Jarvis malmène l’amant d’occasion afin de lui donner l’apparence d’un gentleman d’une façon que n’aurait pas renié Hardy s’il avait dû laver et habiller Laurel de force. Ferdinand Flamingo tente de lui échapper exactement de la même manière et avec les mêmes mimiques. Pour Un ancien flirt (Love 'Em and Weep), ils jouent tous les deux les faire valoir de James Finlayson, mais, dès que celui-ci s’éclipse, nos deux compères sont « Laurel et Hardy ».
Stan travesti, juché sur les épaules de Finlayson, accompagne Oliver qui joue son mari lorsque tous les trois tentent d’échapper à Noah Young dans Poursuite à Luna-Park (Sugar Daddies), un gag repris à plusieurs reprises dans les comédies du duo. Ce film est aussi présenté comme le « premier Laurel et Hardy ».
Pourtant c’est souvent Les Forçats du pinceau (The Second Hundred Years) qui est présenté comme leur « véritable premier film » en tant que duo comique, même si cela ne tient pas compte que Do Detective Think?, sorti postérieurement, fut tourné quelques semaines auparavant.
Mon neveu l’Écossais (Putting Pants on Philip) prétend aussi au titre envié de « premier film » et est souvent qualifié de « the first official Laurel and Hardy film » par certains et contesté par d'autres. Effectivement, à partir de celui-ci, Stan et Oliver tournent ensemble uniquement pour interpréter des rôles dont l’appartenance au duo ne fait plus de doute. Mais il s'agit tout de même du quinzième film qu'ils tournent ensemble aux Studios Hal Roach, et beaucoup des comédies précédentes montrent des caractéristiques indéniables du duo comique, alors même que Putting Pants on Philip n'en est pas l'archétype.
Il faut aussi citer Plus de chapeau (Hats Off), comédie aujourd’hui disparue, tournée et sortie antérieurement à Putting Pants on Philip, qui obtint un succès remarquable en consacrant Laurel et Hardy. À l'occasion de sa sortie, Hal Roach organisa une campagne de publicité basée sur le nom du tandem, ce qui démontre une existence du duo dès cette époque.
On peut cependant avancer avec certitude la date de 1927 comme date de création du duo, puisque cette année-là fut plus particulièrement prolifique avec quinze comédies produites.

## Une paternité disputée
Le premier à revendiquer la paternité de « Laurel et Hardy » fut Hal Roach. Il est « incontournable » en tant que fondateur des Hal Roach Studios, où le tandem débute et tourne la très grande majorité de ses films.
Hal Roach commence sa carrière en tant qu’acteur en 1914, mais devient rapidement réalisateur. Il réalise la majorité des films d’Harold Lloyd de cette époque et, s’appuyant sur ce succès, crée en 1920 les Hal Roach Studios. Il concurrence alors Mack Sennett, et va peu à peu le supplanter. De douze ans son cadet, il sait insuffler une puissante dynamique à sa société de production en sachant s’entourer de tous les talents nécessaires à sa réussite, n’hésitant pas pour cela à débaucher acteurs, réalisateurs ou scénaristes. Les années 1920 voient la mise en place des grandes majors de l’industrie cinématographique et la disparition progressive des petits studios indépendants créés les années précédentes. En se spécialisant dans les comédies, Hal Roach peut à la fois se doter des moyens de production de plus en plus coûteux, et conserver la dimension d'improvisation et de travail en équipe qui favorise la créativité.

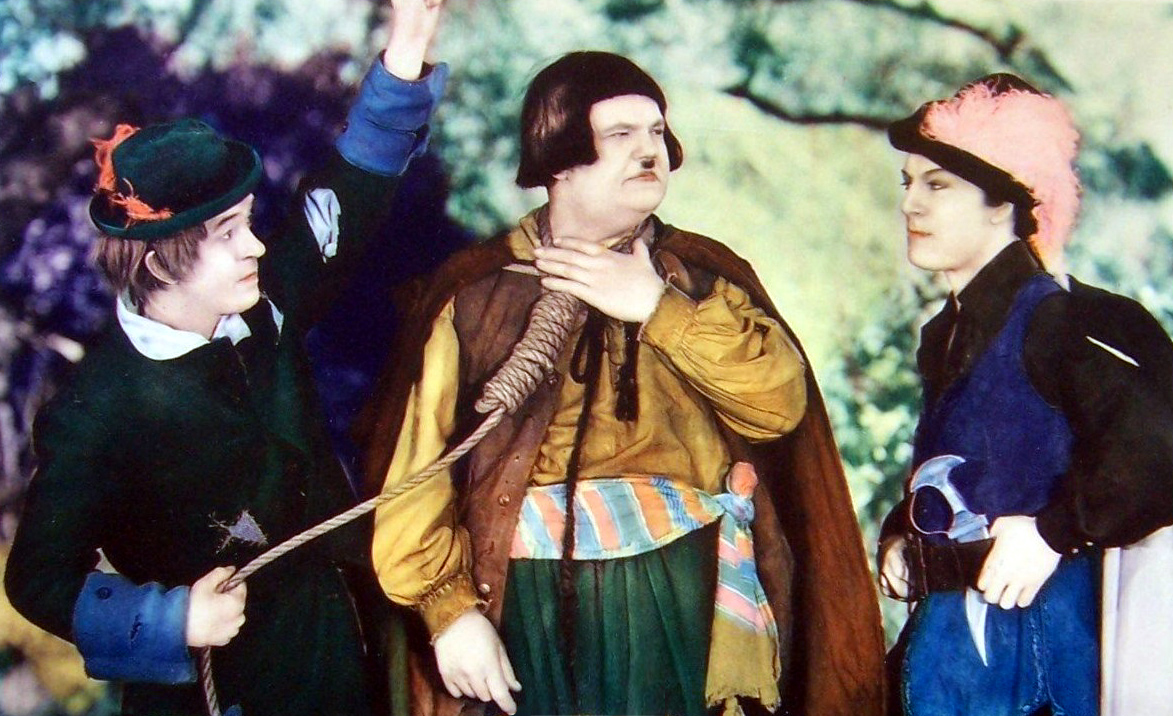
Fra Diavolo (1933).

C’est justement ce travail d’équipe et cette émulation qui rend illusoire l’attribution de la « paternité du tandem » à un seul individu. Hal Roach est connu comme « découvreur de talent », et la liste des acteurs ayant débuté ou connu le succès avec Hal Roach Studios est impressionnante, mais celle des personnalités que le studio a tenté vainement de lancer l’est tout autant ! À plusieurs reprises Hal Roach s’implique personnellement comme pour « Pitts and Todd », un tandem comique féminin avec Zasu Pitts et Thelma Todd qu’il désire lancer à l’image de Laurel et Hardy, se réservant la réalisation de certaines de leurs premières comédies.
Il fait partie de l'équipe qui travaille autour de Stan et Ollie, participe parfois au contenu artistique de leurs comédies et, au titre de producteur, en permet la réalisation. Mais il est avant tout un directeur de studio avisé, et n'oublie jamais la dimension économique de son entreprise, et il est loin de « lâcher la bride » aux deux comiques. Les contraintes qu'il impose ne sont pas toujours bien vécues, et les relations personnelles qu'il entretient avec Stan Laurel et Oliver Hardy, excellentes dans leurs débuts, finiront par en pâtir.
On ne peut pas parler de la « paternité de Laurel et Hardy », sans citer Leo McCarey. Il entre aux Hal Roach Studios en 1924 et y réalise de nombreuses comédies de Charley Chase, la deuxième grosse vedette avec Harold Lloyd. En 1927, il accède à la fonction de « supervisor » en remplacement de F. Richard Jones occupant ce poste depuis 1925, après avoir été débauché de Mack Sennett Comedies pour seconder Hal Roach.
En 1965, Serge Daney et Jean-Louis Noames consacrent un dossier à Leo McCarey dans les Cahiers du cinéma comportant une longue interview sur laquelle beaucoup de sources continuent de s’appuyer, même si son contenu discutable est souvent remis en question. Dans cette interview McCarey présente sa fonction de « superviseur » comme celle des véritables scénariste, réalisateur et producteur du film. Cette manière caricaturale de « tirer la couverture à soi » passant par des déclarations parfois grotesques, ne doit pas à contrario effacer la participation de Leo McCarey aux premiers films de Laurel et Hardy. Pourtant celle-ci est largement surévaluée comme l'attribution systématique de l'écriture des scripts des comédies postérieures à son départ des Studios Hal Roach.
Plus discrètement, et suivant une certaine logique, Fred Guiol qui réalise dix de ces quinze comédies peut prétendre être à l'origine du tandem. Ces revendications tonitruantes a posteriori sont de toute manière éclipsées par le silence modeste des deux premiers intéressés, Stan Laurel et Oliver Hardy. Vouloir présenter la constitution du tandem comme le fait d'un seul individu serait nier le travail collaboratif d’une équipe de réalisateurs, de scénaristes et gagmans et des acteurs eux-mêmes avec parfois l’intervention de techniciens comme George Stevens.
C’est cette équipe qui préside à la production des comédies de cette période. Certaines des vedettes sont déjà en place comme Charley Chase, James Finlayson ou Max Davidson et, dans une certaine mesure, Stan Laurel lui-même, et de cette émulation va émerger le duo comique. Ceci explique que le tandem peut alternativement passer de la tête d’affiche – Maison à louer (Duck Soup) ou Les Forçats du pinceau (The Second Hundred Years) – à des rôles de soutien de James Finlayson – Les Gaietés de l'infanterie (With Love and Hisses) ou Poursuite à Luna-Park (Sugar Daddies). De la même manière, le tandem peut éclater tout en conservant les rôles titres – Il était un petit navire (Why Girls Love Sailors) ou À bord du Miramar (Sailors Beware!) – ou en rôle de soutien – En plein méli-mélo (Slipping Wives) ou Le Chant du coucou (Call of the Cuckoo). La place des deux acteurs peut y être disproportionnée avec Oliver Hardy en figuration – Un ancien flirt (Love Them and Weep) ou Now I'll Tell One – ou à l’inverse Stan Laurel en rôle mineur – Scandale à Hollywood (45 minutes from Hollywood) et les films de cette période où il n’apparaît pas aux côtés de Hardy.
L’émergence du duo qui s’impose à l'équipe étant mise aussi en évidence par le positionnement d’une vedette comme James Finlayson, passant peu à peu au second plan derrière le tandem de Laurel et Hardy.

## Laurel et Hardy
Au long des films, les rôles des deux personnages s'imposent. Hardy, de par sa corpulence, sera le chef de l'association, le Maître, l'incarnation du Père, et dirigeant toujours les opérations. Il sera aussi l'éternelle victime des maladresses de son coéquipier. Laurel, qui apparaissait comme un être dominateur, conquérant, séducteur et irrésistible dans les films sans Hardy, va acquérir une place de grand enfant, de naïf ébahi, de curieux et de chétif.

### L'époque muette

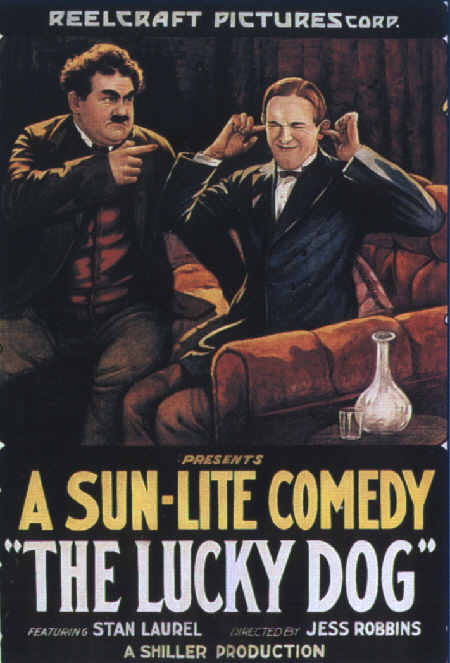
L'affiche du film Le Veinard

### Les débuts du parlant
Dans les versions en langue française nos héros étaient doublés par des acteurs francophones s'exprimant avec un accent anglo-américain : « Dans Men O'War, de Lewis Foster, en 1929, le cinéma d'Hollywood parle maintenant des États-Unis d'Amérique, et les versions doublées expédient aux quatre coins du monde deux de ses héros les plus ahurissants : Stan Laurel et Oliver Hardy. Voyons la version doublée pour le public français de ce film américain dont l'action ne se passe pas en France : pourquoi donc dans cette version française, Laurel et Hardy se parlent-ils en français avec un accent nasillard amplifié par le ton haut de Hardy, transposé par les acteurs de doublage qui leur furent attribués : Fernand Rauzena et Richard Œstermann (et, à partir de 1935, Frank O'Neill et George Matthews) ? Pour nous, public francophone, cet accent américain fait partie du caractère des deux compères, de leur charme, de leur drôlerie… » 
L'explication de cet accent date en fait de l'avènement du parlant : la postsynchronisation n'étant pas encore au point, la nécessité de tourner plusieurs versions d'un même film s'imposait pour l'exportation. Souvent, des acteurs de langues étrangères en remplaçaient les vedettes, ce qui ne fut guère possible pour notre duo. Aussi exécutèrent-ils eux-mêmes des versions françaises, espagnoles, italiennes et allemandes de leurs premiers talkies (parlants) avec des accents très forts parce qu'ils ignoraient les langues. En France, le succès de cet accent fut tel qu'il n'était plus concevable dorénavant de les doubler autrement.

### Les longs métrages

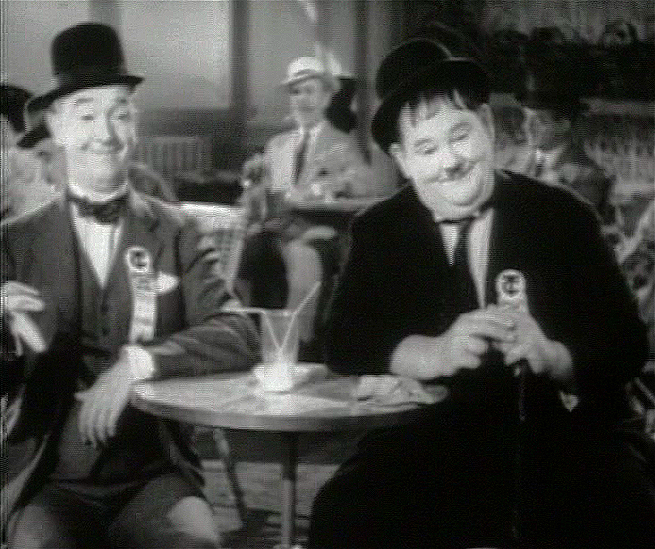
Laurel et Hardy dans le film Laurel et Hardy conscrits (1939).

En 1940, les deux comédiens tentent de fonder leur propre maison de production, sans succès. Ils signent alors un contrat d'exclusivité avec la 20th Century-Fox et la MGM pour huit films à tourner dans les cinq années à venir. En 1947 ils entament une carrière au music-hall, car Hardy voulait devenir chanteur à la base, pour lui le cinéma était secondaire.
Leur duo fut reconstitué une dernière fois pour le film Atoll K. Ce film fut tourné en France aux Studios de la Victorine de Nice et sortit dans les salles en 1951. Le tournage dura 12 mois au lieu des 12 semaines prévues en raison, en grande partie, des ennuis de santé de Laurel.

## Fin de carrière
Les deux héros se retrouvèrent sans grande fortune à la fin de leur carrière. En effet, ils avaient signé avec Hal Roach un contrat quasi identique des plus désavantageux : ils ne touchaient pas un dollar pour toutes les rediffusions télé qui auraient lieu par la suite. Une bonne partie des revenus de Laurel était engloutie dans les nombreuses pensions alimentaires qu'il devait payer - il a été marié à cinq reprises. Hardy dilapidait son argent dans des paris aux courses.

## Vie privée
Dans la vie, Stan Laurel est l’inverse de son personnage à l’écran ; dans le duo, c’est lui le cerveau. C'est lui qui écrit les scénarios, supervise la mise en scène et le montage des films. Hardy se borne à son métier de comédien car le reste ne l'intéresse pas. À l'occasion, il propose des idées de gags, mais en dehors des moments de tournage il préfère se consacrer au golf - sport dans lequel il excelle - ou aux paris dans les courses de chevaux, son autre passe-temps favori.

## Adaptations
- Laurel et Hardy : bande dessinée créée par George William Wakefield dans Film Fun (en) en 1930.
- Laurel et Hardy : série animée créée en 1966 par les studios Hanna-Barbera, diffusée en France à partir de 1974.
- Stan and Ollie : film biographique réalisé par Jon S. Baird et sorti en 2018.

### Récompenses
- Livreurs, sachez livrer ! (The Music Box) reçoit l'Oscar du meilleur sujet de court-métrage de comédie en 1932[34].
- Laurel et Hardy électriciens (Tit for Tat) est nommé en 1935, mais ne remporte pas de récompense.

## Laurel et Hardy dans le monde
- Albanais Olio me Stelion
- Allemand Laurel und Hardy, Stan und Ollie, Dick und Doof (le Gros et le Stupide)
- Arabe لورل و هاردی
- Brésilien O Gordo e o Magro (le Gros et le Mince)
- Coréen 홀쭉이와 뚱뚱이 (Holjjugi wa Ddungddungi)
- Danois Gøg og Gokke
- Espagnol El Gordo y el Flaco
- Estonien Laurel ja Hardy, Paks ja Peenike
- Farsi Laurel Hardy لورل هاردی
- Finnois Ohukainen ja Paksukainen
- Galicien Laurel e Hardy, O gordo e o fraco
- Grec Χονδρός και Λιγνός (Khondrόs ke Lignόs)
- Hébreu Hashamen ve Haraze (le Gros et le Mince)
- Hongrois Stan és Pan
- Islandais Steini og Olli
- Italien Stanlio e Ollio
- Kurde Laurel û Hardy
- Maltais L-Ohxon u l-Irqiq
- Néerlandais De Dikke en de Dunne (le Gros et le Mince)
- Norvégien Helan og Halvan
- Polonais Flip i Flap
- Portugais Bucha e Estica
- Roumain Stan și Bran
- Russe Лорел и Харди
- Serbe Stanlio i Olio, Станлио и Олио
- Suédois Helan och Halvan
- Turquie Lorel ile Hardi
- Slovène Stan in olio
- Slovaque Laurel a Hardy

## Documentaire
- 2011 : Laurel et Hardy une histoire d'amour d'Andreas Baum.